# Goede tijden, slechte tijden (seizoen 3)
Het derde seizoen van Goede tijden, slechte tijden startte op 21 september 1992. Het seizoen werd elke werkdag uitgezonden op RTL 4. In december 2010 werd het volledige seizoen uitgebracht op dvd. Ook is dit seizoen op Videoland te bekijken.

## Verhaal

### Birma
Simon Dekker reist samen met zijn pleegmoeder Helen naar Birma af. Dekkers vrouw Annette is niet teruggekeerd na een wereldreis met haar vader David. Helen en Simon zetten jacht op Annette. Ze spreken met diverse lokale bestuurders, maar niemand kan hun verder helpen. Totdat er op een gegeven moment een bericht binnenkomt over een dode, niet geïdentificeerde vrouw. Simon en Helen gaan er naartoe en doen een gruwelijke ontdekking. Annette en haar vader David zijn vermoord door de plaatselijke bevolking.

### Het zoontje van Frits en Trix en de moord op Rien
In het vorige seizoen was te zien hoe Frits het niet eens was met de zwangerschap van Trix. Hij liet haar, ondanks dat hij van haar hield, min of meer vallen waardoor Trix een zelfmoordpoging ondernam. Trix' broer Jan-Henk heeft daardoor veel ruzie met Frits gehad.
Vlak voordat Trix gaat bevallen maakt Frits kenbaar dat hij het kind wil. Trix wordt benaderd door een mevrouw Barendsen die haar een verhaal vertelt van twee ouders die zelf geen kind kunnen krijgen en Trix zou 30.000 gulden krijgen wanneer ze haar baby zou afstaan. Na lang twijfelen stemt ze hiermee in omdat ze denkt dat ze alleen nooit een goede moeder zal zijn. Dan komt ze erachter dat mevrouw Barendsen dit in opdracht van Frits doet en vlucht ze weg samen met Mickey, maar later vlucht ze ook van hem. Mickey schakelt (mevrouw) Helen Helmink in en samen vinden ze Trix, bij wie de weeën begonnen zijn.
Ondertussen heeft Jan-Henk Frits meerdere malen bedreigd en heeft zelfs een pistool in huis gehaald. Frits' halfbroer Rien logeert in het geheim tijdelijk bij Frits nadat hij uit de gevangenis vrijgelaten is. Als Rien op een avond in Frits' badjas de deur open heeft gemaakt wordt hij ook neergeschoten. Riens lijk is zo verminkt dat hij niet meer herkenbaar is en zelfs de politie gaat ervan uit dat het Frits is die vermoord is.
De dag na de moord ziet men als kijker Jan-Henk het pistool weer wegstoppen. Ondertussen staat Trix op het punt van een zoontje te bevallen, in het bijzijn van Helen Helmink en Mickey Lammers. Vlak na de bevalling hoort ze op de radio dat Frits vermoord is waarvan ze diep geschokt raakt omdat ze diep van binnen toch wel van Frits hield. Ze noemt haar baby'tje tegen de wil van de mensen in haar omgeving dan ook Fritsje. Maar als ze een week na de dood van Rien op de begrafenis zijn, ziet Trix Frits ineens achter een struik staan. Niemand wil geloven dat ze het echt gezien heeft totdat Frits zich vrijwillig bij de politie meldt, die op hun beurt Herman Hogendoorn inlichten van het feit dat niet Frits, maar Rien de dupe is geworden van deze brute moord.
Als Frits nog blijkt te leven is Trix bang haar zoontje aan hem en zijn vader kwijt te raken en vlucht ze samen met haar broer naar Australië. Niet veel later komt Herman Hogendoorn erachter waar ze zitten en reist daar ook naartoe. Jef stuurt een expresbrief naar Trix toe dat ze in gevaar is en Jan-Henk komt meteen overgevlogen. Als Jan-Henk met Trix telefoneert wordt duidelijk dat hij bang was dat het gevaar inhield dat Trix van moord verdacht werd, hij wilde haar geruststellen met het feit dat dat niet zo is. Niet veel later neemt Jan-Henk Mickey in vertrouwen en vertelt hem dat Trix met de 30.000 die ze voor het afstaan van haar zoontje heeft gekregen een professional opdracht heeft gegeven om Frits te vermoorden, ze was in paniek en zag geen andere uitweg. Als Frits Jan-Henk zit op te fokken, laat Jan-Henk driftig aan Frits los dat Trix hem heeft laten vermoorden. Dit raakt Frits ontzettend diep en zijn vader Herman krijgt er lucht van dat Trix zijn zoon wilde vermoorden.
Wanneer Jan-Henk weer terug naar Australië is vertrokken krijgt Mickey een telefoontje van hem met vreselijk nieuws. Jan-Henk is op het vliegveld opgepakt, waarvoor is nog onduidelijk. Maar ook hoort Mickey dat Trix is verongelukt en haar zoontje nog vermist is. Frits krijgt even later een telefoontje van zijn vader dat hij het kind van Frits heeft en niet van plan is dat aan hem af te staan, hij heeft Trix dan ook waarschijnlijk laten verongelukken als wraak op de moord op Rien. Trix' zoontje krijgt dan ook van zijn opa/pleegvader een nieuwe naam: Herman-Rien. De oude Hogendoorn wil zijn kleinkind als zijn eigen zoon opvoeden in Amerika en is niet van plan hem zijn echte ouders te laten kennen.

### De aanranding van Roos
In het begin van het seizoen maakt de kijker kennis met het gezin De Jager, bestaande uit moeder Anne, dochter Roos en Annes vriend Steef van Woerkom. Roos zit op de universiteit en wordt daar onder meer onderwezen door Van Woerkom. Al lange tijd heeft Roos het gevoel dat Steef meer van haar wil dan alleen maar vriendschap. Ze neemt haar goede vriendin Dian Alberts in vertrouwen. Dian vindt dat Roos een goed gesprek moet hebben met haar moeder. Anne denkt dat Roos zich dingen in het hoofd haalt die helemaal niet waar zijn. Roos besluit dat ze niet langer meer bij haar moeder kan wonen, omdat ze zich niet op haar gemak voelt. Roos' vermoedens worden echter waarheid wanneer Roos op een gegeven moment bij haar moeder langsgaat. Steef is thuis en hij heeft zich zitten opgeilen met de gedachte iets met Roos te zullen doen. Roos wordt tegen de muur gedrukt door Steef en er lijkt geen ontkomen meer aan. Ze weet echter op slinkse wijze los te komen en ontvlucht het huis. Steef weet dat hij te ver is gegaan. Anne durft haar dochter niet onder ogen te komen. Roos en Anne leggen hun ruzie daarna weer bij.

### De teleurstelling van Anne
Haar mislukte relatie met Steef heeft Anne geen vertrouwen in de liefde gegeven. Ze stort zich op haar pianolessen. Anne komt bij de familie Alberts thuis, omdat de familie hun piano beschikbaar heeft gesteld voor Arthur Peters. Arthur en Anne zitten uren met elkaar bij de piano. Anne laat haar oog vallen op de man des huizes, Jef Alberts. Jef lijkt ook wel gecharmeerd van Anne. Anne durft zich echter nog niet in een nieuwe relatie te geven. Jef blijft het proberen en hij heeft al snel succes. Anne en Jef krijgen een relatie, maar Anne wil het rustig aan doen. Jefs vroegere schoonzus Laura is weer in Meerdijk en trekt bij Jef in. Anne kan niet ontkennen dat ze jaloers is. Laura heeft problemen met de voogdij van haar dochtertje Charlotte (Lotje). Jef troost Laura. Laura staat ervan te kijken als ze iets met Jef krijgt. Binnen een aanzienlijke periode worden ze ongezien opgemerkt door Peter Kelder. Het duurt niet lang of Anne ziet de twee ook samen. Anne is teleurgesteld en kan Jef niet vergeven. Ze stapt op de trein en vertrekt.

### Het spel van Rebecca
Meerdijk is in rouw na de dood van de geliefde doktersassistente Annette van Thijn. Simon weet niet of hij dit grote verlies ooit te boven zal komen. Helen probeert hem te steunen waar ze kan. Wanneer Simon de dood van Annette een plaats kan geven, ontmoet hij de goedgemutste journaliste Janine Elschot. Janine heeft net gebroken met haar man en wil het leven weer opnieuw ontdekken. Simon en Janine krijgen een relatie.
Paul Luneman, de man van Janine, kan echter geen genoegen nemen met een scheiding. Hij zit vol van jaloezie als hij Simon en Janine samen ziet. Via via ontdekt Paul over het bestaan van Annette. Hij bedenkt een plan om Simon en Janine uit elkaar te drijven. Na lang zoeken vindt hij een dame die erg veel op Annette lijkt; Rebecca Duvalier (Frédérique Huydts). Het modellenbureau Flash doet een fotoreportage met het model Rebecca. Daniël en Suzanne zijn geschrokken als ze zien hoeveel Rebecca op Annette lijkt. Simon heeft het gevoel dat hij droomt. Paul chanteert Rebecca met haar carrière en zorgt ervoor dat Rebecca Simon verleidt. Als Simon een nacht niet thuiskomt nadat hij bij Rebecca is gebleven heeft Janine geen vertrouwen meer in hem en vertrekt. Uiteindelijk kan Rebecca het niet meer opbrengen Simon nog langer te bedriegen en ze laat Simon weten dat ze Annette niet is. Wanneer Janine vervolgens te horen krijgt wat Paul gedaan heeft slaat ze hem, wil ze nooit meer iets met hem te maken hebben en gaat ze weer terug naar Simon.

### Paula of Colette?
In restaurant De Kelder komt Peter in contact met Paula Maas. Paula en Peter kunnen het goed met elkaar vinden en ze sluiten vriendschap. Na een aantal afspraakjes krijgen ze een relatie. Paula is echter tegenhoudend als het over haar thuissituatie gaat. Peter probeert erachter te komen wat er zich bij haar thuis afspeelt. De vader van Paula, Tristan, is absoluut niet vriendelijk tegen Peter. Peter vindt dat Paula weg moet gaan bij haar vader. Paula vertelt over haar psychisch gestoorde tweelingzus Colette. Ze heeft het gevoel dat zij zichzelf altijd heeft moeten wegcijferen voor zus Colette. Peter wordt bijna door Colette op het hoofd geslagen en besluit de relatie met Paula te verbreken.

### De dood van Charlotte en Karma
Robert en Laura hebben hun strijd om de voogdij over Charlotte achter zich gelaten. Ze voeden Charlotte samen op. De gezondheid van de baby is niet naar behoren. Huisarts Simon Dekker maakt zich geen zorgen. Charlotte blijft huilen en Laura blijft steeds weer terugkeren naar Simon. Simon kan alleen maar koorts constateren en moet Laura naar huis toesturen. Vader Robert zit op de bank wanneer hij Laura hoort schreeuwen. Laura heeft haar dochtertje dood in bed aangetroffen. Robert en Laura zitten beiden in mineur. Simon Dekker voelt diepe schaamte en heeft er moeite mee om zijn goede vrienden onder ogen te komen. Na de begrafenis van Lotje gaat het bergafwaarts met Laura. Arnie maakt zich ernstige zorgen om het welzijn van Laura.
Laura ontmoet in het park Maarten Verkerke. Laura kan goed met Maarten praten over Lotje. Maarten nodigt Laura uit voor gezamenlijke therapie. Laura wordt voorgesteld aan mensen die begrip hebben voor haar situatie. Ze slaat helemaal door en weet niet dat ze steeds dieper in een sekte terechtkomt. Arnie en Robert staan machteloos en proberen haar te bevrijden uit handen van Verkerke. Maarten wil Arnie met een stok slaan. Door dit voorval gaan Laura's ogen open. Laura gaat mee naar huis, maar wordt achternagezeten door leden van de sekte. De sekte valt hun huis binnen met messen.

### Linda prostitueert
Linda Dekker had grootste plannen toen ze in oktober 1992 Meerdijk achter zich liet. Een klein jaar later wordt Mickey Lammers gebeld door Linda. Linda is doodsbenauwd voor haar Franse pooiers. Ze is in Parijs in de prostitutie geronseld. Mickey gaat samen met Peter naar Parijs om Linda terug te halen. Peter en Mickey gaan als klanten langs bij het bordeel. De pooiers hebben zo hun twijfels over de bedoelingen van de twee jongemannen. Mickey, Linda en Peter vluchten terug naar Meerdijk, maar komen voor een onaangename verrassing te staan. Jean Claude Dumont en Gaston Vandenbroucke willen geld zien.

## Rolverdeling

### Vaste cast
Het derde seizoen telt 180 afleveringen (afl. 381-560)
| Acteur             | Personage          | Afleveringen            |
| ------------------ | ------------------ | ----------------------- |
| Antonie Kamerling  | Peter Kelder       | 381–438 • 456–560       |
| Reinout Oerlemans  | Arnie Alberts      | Hele seizoen            |
| Ingeborg Wieten    | Suzanne Balk       | Hele seizoen            |
| Isa Hoes           | Myriam van der Pol | 381–471                 |
| Babette van Veen   | Linda Dekker       | 381–395 • 552–560       |
| Rick Engelkes      | Simon Dekker       | Hele seizoen            |
| Wim Zomer          | Daniël Daniël      | 381–417 • 437–560       |
| Brûni Heinke       | Helen Helmink      | Hele seizoen            |
| Jette van der Meij | Laura Alberts      | 381–420 • 475–560       |
| Bartho Braat       | Jef Alberts        | Hele seizoen            |
| Lotte van Dam      | Dian Alberts       | Hele seizoen            |
| Martin van Steijn  | Mickey Lammers     | Hele seizoen            |
| Kees Roorda        | Tim Waterman       | 381–419                 |
| Casper van Bohemen | Frits van Houten   | 381–451 • 467–560       |
| Tim Immers         | Mark de Moor       | 381–554                 |
| Joop Wittermans    | Jan-Henk Gerritse  | 381–414, 436–445        |
| Mirjam de Rooij    | Trix Gerritse      | 381–411•439             |
| Inge Ipenburg      | Martine Hafkamp    | Hele seizoen            |
| Sabine Koning      | Anita Dendermonde  | 381–405 • 439–560       |
| Tom van Beek       | Herman Hogendoorn  | 381 • 410–450 • 505–506 |

### Nieuwe rollen
De rollen die in de loop van het seizoen een grote rol speelden
| Acteur             | Personage         | Afleveringen           |
| ------------------ | ----------------- | ---------------------- |
| Caroline De Bruijn | Janine Elschot    | 392, 412–418 • 446–560 |
| Jimmy Geduld       | Arthur Peters     | 408–560                |
| Guusje Nederhorst  | Roos de Jager     | 409–560                |
| Nathalie Mourits   | Marieke Vollaards | 516–560                |

### Terugkerende rollen
De rollen die in de loop van het seizoen terugkwamen na een tijd afwezigheid
| Acteur                   | Personage       | Afleveringen                     |
| ------------------------ | --------------- | -------------------------------- |
| Wik Jongsma              | Govert Harmsen  | 400–413 • 434–544                |
| Joost Buitenweg          | Rien Hogendoorn | 404–405                          |
| Carola Gijsbers van Wijk | Wil de Smet     | 421 • 446–480, 521–544 • 559–560 |
| Wilbert Gieske           | Robert Alberts  | 495 • 505-560                    |

### Bijrollen
| Acteur                | Personage                 | Afleveringen                                          |
| --------------------- | ------------------------- | ----------------------------------------------------- |
| Willem Becker         | George Sanders            | 382                                                   |
| Antoinette van Rossum | Secretaresse              | 382                                                   |
| Anke Kranendonk       | Universiteitsmedewerker   | 384                                                   |
| Irene Kuiper          | Betty Winkelman           | 384 • 386                                             |
| Marnie Blok           | Jozette Calland           | 386                                                   |
| Bert Verploegh Chasse | Klant De Cactus           | 386                                                   |
| Billy Holly           | Aziatische Kamerjongen    | 388                                                   |
| Mara Otten            | Mevrouw Thomassen         | 388                                                   |
| Paola Verbij          | Anneke Hemelrijk          | 385 • 389                                             |
| Ibrahim Selman        | Huub Hartman              | 388 • 390                                             |
| Winnie Zweerman       | Aziatische Missiezuster   | 389-390                                               |
| Esther Way            | Michelle van Dis          | 390                                                   |
| Bill van Dijk         | Dick van Vleuten          | 390                                                   |
| Linda Hooft           | Hotelmanager              | 390                                                   |
| Hanny Kroeze          | Verkoopster               | 390                                                   |
| Cilly Dartell         | Verslaggeefster           | 393                                                   |
| Stan Limburg          | Receptionist              | 393-394                                               |
| Rob van de Meeberg    | Fred Zwaanswijk           | 384-395                                               |
| Perry Cavello         | Nieuwslezer               | 389 • 399                                             |
| André Breedland       | Verkoper                  | 393 • 399                                             |
| Minouk Niemeijer      | Carrie van der Pol        | 400-401                                               |
| Bart de Vries         | Louis                     | 401                                                   |
| Jeroen Pauw           | Presentator Achtergrond   | 401 • 403                                             |
| Tingue Dongelmans     | Beheerster Bungalowpark   | 397 • 400 • 404                                       |
| Barbara Krijger       | Sanneke Strijbos          | 381-406                                               |
| Jakie van Oppen       | Mevrouw Strijbos          | 381-385 • 393 • 401-406                               |
| Pim van den Heuvel    | Kees Moree                | 387-397 • 403-407                                     |
| Jan Ad Adolfsen       | Arts                      | 407                                                   |
| Bo Polak              | Rotjochie                 | 408                                                   |
| Eric Bakker           | Verpleger                 | 407 • 409                                             |
| Con Meyer             | Leeuwenburg               | 405 • 408-409                                         |
| Frits Jansma          | Vader van rotjochie       | 408 • 410                                             |
| Peter de Gelder       | Harry Jenner              | 414                                                   |
| Mischa Vreenegoor     | Alex                      | 416-417                                               |
| Davy Aparoe           | Klaas                     | 416-417                                               |
| Esther Gast           | Hester van Os             | 418                                                   |
| Wim Monnich           | Meneer de Moor            | 419                                                   |
| Tjerk Risselada       | Lex Mastenbroek           | 356 • 364-366 • 371-372 • 380-383 • 401-406 • 415-420 |
| Joe Weston            | Pete                      | 418-420                                               |
| Helma de Grauw        | Presentatrice             | 429                                                   |
| Karin van As          | Yvonne                    | 432                                                   |
| Fred Langerak         | Ober De Rozenboom         | 433                                                   |
| Wouter ten Pas        | Internist                 | 434                                                   |
| Jochem Lindhout       | Bloemenbezorger           | 434                                                   |
| Jeroen Klaasse        | Portier Ziekenhuis        | 436                                                   |
| Wim Serlie            | Pieter Terlingen          | 388-391 • 427-437                                     |
| Sandra Bouckaert      | Kamermeisje               | 438                                                   |
| Henny Weel            | Claire de Moor            | 407-440                                               |
| Berry de Jong         | Tasjesdief                | 440                                                   |
| Gert den Boer         | Jules                     | 440                                                   |
| Bianca Krijgsman      | Carola Vermeer            | 433-443                                               |
| Tim Meeuws            | Thom                      | 386 • 441-445                                         |
| Reinout Bussemaker    | Steef van Woerkom         | 412-445                                               |
| Willy van der Griendt | Baliedame Schiphol        | 445                                                   |
| Anne Meester          | Jack van Houten           | 449                                                   |
| Dick van Oosten       | Zwemleraar                | 449                                                   |
| Johan Nijenhuis       | Gast De Koning            | 452                                                   |
| Annemieke van Vliet   | Gast De Koning            | 452                                                   |
| Lex Passchier         | Piccolo                   | 453                                                   |
| Harold Hennep         | Verpleger                 | 461                                                   |
| Bert Stegeman         | Arts                      | 461                                                   |
| Hans van der Linden   | Bewaker                   | 462                                                   |
| Sifra Nooter          | Julie Scholten            | 386-463                                               |
| Rolf Leenders         | Portier                   | 461 • 463                                             |
| Ron Boszhard          | Schilder                  | 464                                                   |
| Hans van der Gragt    | Gerant                    | 466                                                   |
| Bram Legerstee        | Fotograaf                 | 466                                                   |
| Robert Delhez         | Klerk                     | 467-468                                               |
| Jack Bontekoe         | Postbode                  | 468                                                   |
| David Asser           | Barman De Koning          | 440 • 456 • 459 • 469                                 |
| Zoë Hyman             | Connie Kelder             | 436-437 • 464-471                                     |
| Herman Boerman        | Rob Floor                 | 449-471                                               |
| Diederik Mos          | Kamerwerver               | 471                                                   |
| Jannie Houweling      | Alice de Boer             | 452-473                                               |
| Albertine de Kanter   | Kamerwerfster             | 471 • 474                                             |
| Jan Anne Drenth       | Jules Kamphof             | 473-476                                               |
| Jan de Groot          | Henry                     | 445-477                                               |
| Mark van Bruggen      | Politieagent              | 478                                                   |
| George Lammers        | Rechercheur               | 478                                                   |
| Arno Groothuis        | Politieagent              | 478                                                   |
| Eric Krediet          | Journalist                | 458 • 479                                             |
| Roemer Daalderop      | Journalist                | 458 • 479                                             |
| Hilde de Mildt        | Sylvia Merx               | 479                                                   |
| Bert van den Dool     | Gerard Dendermonde        | 442-480                                               |
| Henri Kalb            | Kareltje                  | 470-480                                               |
| Ruud van de Steef     | Beus                      | 470-480                                               |
| Hero Muller           | Detlev Steens             | 473-480                                               |
| Ger Wiersma           | Bruno Schefman            | 472-481                                               |
| Mirte van Heusden     | Sara                      | 475 • 482                                             |
| Danny Rook            | Olivier                   | 475-477 • 482                                         |
| Johann Glaubitz       | Tipgever                  | 477-483                                               |
| Hans van Muiden       | Discobaas                 | 483                                                   |
| Hidde Schols          | Discoganger               | 461-465 • 477-479 • 484-485                           |
| Patrick Brunsveld     | Discoganger               | 465 • 478-479 • 484-485                               |
| Dick Cohen            | Vriend van Xandra         | 487                                                   |
| Maik de Boer          | Fotograaf                 | 487                                                   |
| István Hitzelberger   | Diederik in 't Veld       | 418-425 • 441-458 • 466-488                           |
| Nico Schaap           | Verkoper                  | 488                                                   |
| Arlette Aarts         | Ellen van Laar            | 489                                                   |
| Hans Modder           | Politieagent              | 489                                                   |
| Ingmar Loof           | Discoganger               | 487-489                                               |
| Marco Vermeer         | Discoganger               | 487-489                                               |
| Henk Hoen             | Discoganger               | 488-489                                               |
| Mendel de Boer        | Theo Smits                | 492                                                   |
| Willem van der Kroft  | Rechercheur Vliegen       | 393-404 • 491-493                                     |
| Nico Schaap           | Winkeleigenaar            | 493                                                   |
| Hans van Hechten      | Advocaat Haveman          | 449 • 495                                             |
| Suzanne Venneker      | Xandra Coertz             | 460 • 473-495                                         |
| Hans van Gelder       | Ron van de Velde          | 496-500                                               |
| Jasper Jacobs         | Oppas Martin              | 497-500                                               |
| Martin Nieuwenhuis    | Zakenman                  | 497-500                                               |
| Maarten van Hinte     | Fotograaf Bert            | 499-500                                               |
| André Stevens         | Barkeeper Bert            | 499-500                                               |
| Coney van Manen       | Anne de Jager             | 409-505                                               |
| Christine Bijvanck    | Paula Maas/Colette Maas   | 483-505                                               |
| Kees van Lier         | Tristan Maas              | 483-505                                               |
| Davy Renema           | Fritsje                   | 505                                                   |
| Frank Ogilvie         | Rodriguez                 | 502-506                                               |
| Paul van der Drift    | Sjors Verleen             | 506                                                   |
| Sonja van der Weegen  | Wanda                     | 426-427 • 437-449 • 467-470 • 488-489 • 506-509       |
| Eric Krediet          | Collega van Janine        | 509                                                   |
| Herman Hafkamp        | Bewaker Spectrum          | 509                                                   |
| Sjolanda Velland      | Baliemedewerkster         | 509                                                   |
| Frans Spek            | Paul Luneman              | 495-510                                               |
| Frédérique Huydts     | Rebecca Duvalier          | 495-510                                               |
| Wilbert Hietbrink     | Opnameleider              | 509-510                                               |
| Alex Mous             | Bewaker                   | 510                                                   |
| Hertje Peeck          | Helga                     | 506-512                                               |
| Jaap Postma           | Bankmanager               | 412 • 437 • 485-488 • 493 • 512                       |
| Alex van der Wyck     | Van Kooten                | 410 • 416-417 • 424-425 • 513                         |
| Barry Atsma           | Philip Harinxma           | 508-513                                               |
| Hetty Verhoogt        | Tine Harinxma             | 508-515                                               |
| Wolf Pheil            | Sterke Man                | 515                                                   |
| Peter Ramaker         | Sterke Man                | 515                                                   |
| Marijke Copper        | Clara Houtsma             | 516                                                   |
| Paul Korssen          | Dolf Kramer               | 516                                                   |
| Agaath Meulenbroek    | Agaath Huygens            | 506-517                                               |
| Esther Gast           | Alida Heilmeesters        | 517                                                   |
| Els Weenink           | Loketbediende             | 517                                                   |
| Iron Huysmans         | Barry                     | 518                                                   |
| Jan van Kasteren      | Enno Harinxma             | 496-520                                               |
| Klaas ten Holt        | Dolf van Vuren            | 503-508 • 514 • 518                                   |
| René Plemp            | Joe                       | 393 • 496-500 • 518-520                               |
| Pascal van den Berg   | Bernadette Harinxma       | 508-520                                               |
| Johann Glaubitz       | Adviseur                  | 520                                                   |
| Wim Becker            | George Sanders #2         | 521                                                   |
| Erik Groot            | Dr. Hans van Veen         | 522                                                   |
| Hans van der Gragt    | Chris Langeveld           | 517-519 • 524                                         |
| Jacky Bernabella      | Verpleegster              | 519 • 524                                             |
| Joss Flühr            | Mevrouw Barendsen         | 394-398 • 511-525                                     |
| Jan Nonhof            | Bernard van Beek          | 519-521 • 525                                         |
| Hans van den Berg     | Bert Zeylinga             | 522-527                                               |
| Jisse Serlie          | Doornroosje               | 528                                                   |
| Yoni Serlie           | Prins                     | 528                                                   |
| Fiona Wolzak          | Charlotte 'Lotje' Alberts | 475-487 • 498-500 • 514-530                           |
| Elsa Janssen          | Verpleegster Ada          | 411 • 434-435 • 529-530                               |
| Kamaran Abdalla       | Eddie                     | 414-418 • 424 • 478 • 494 • 510-512 • 523-530         |
| Adriaan Bredero       | Boekhouder Brekelmans     | 530                                                   |
| Arthur Japin          | Albert Jan de Kwaai       | 531                                                   |
| Gwendolyn Verhulst    | Martha                    | 499-502 • 512-517 • 522-532                           |
| Ed Bauer              | Charles de Koning         | 532                                                   |
| Jody Brink            | Rianne Lensink            | 533                                                   |
| Dennis Rotteveel      | Leopold Lensink           | 533                                                   |
| Joke Kegel            | Thuja Lensink             | 533                                                   |
| Paul Kamphuijs        | Johan van Zutfen          | 533                                                   |
| Ruud van Andel        | Gijs Vollaards            | 527-534                                               |
| Ger Smit              | Rechercheur Bronkhorst    | 407-416 • 428 • 444-445 • 481-485 • 530-534           |
| Fred Langerak         | Harry                     | 537                                                   |
| Meindert Viswat       | Schipper                  | 537                                                   |
| Stan Limburg          | Barman De Koning          | 539                                                   |
| Jos van de Ven        | Richard Galeman           | 539                                                   |
| Ruud Drupsteen        | Hotelmanager              | 541                                                   |
| Jan Ad Adolfsen       | Gerrit Oostenenk          | 542                                                   |
| Jan Jaap Janssen      | Marcel de Graaf           | 543                                                   |
| Olaf Wijnants         | Erik Linschoten           | 541-543                                               |
| Thomas Hartmann       | Dr. Benno van der Drift   | 542-543                                               |
| Jack Monkau           | Frenk Peters              | 524-544                                               |
| Willem Westermann     | Dr. Henri Wouters         | 545                                                   |
| Anis de Jong          | Dr. Edgar Zuidgeest       | 545                                                   |
| Guy Sonnen            | Hidde van Maarssen        | 534 • 544-547                                         |
| Jacob Dijkstra        | Adrie Verduinschot        | 456 • 548                                             |
| Eric Krediet          | Klant                     | 548                                                   |
| Roelof Pieters        | Jeroen His                | 548                                                   |
| Olek Angelov          | Algis                     | 541-550                                               |
| Hans Zuydveld         | Jaap Vollenhove           | 539-551                                               |
| Cees Roodnat          | Zakenrelatie Robert       | 551                                                   |
| Detlev Pols           | Dr. Remco de Wilde        | 513 • 538-552                                         |
| Koos van der Knaap    | Politieagent              | 472-480 • 491-493 • 516 • 553                         |
| Ruud Westerkamp       | Dr. Steven Veldkamp       | 524 • 532 • 553                                       |
| Maud Loth             | Tracy Peters              | 523-544 • 554                                         |
| Wouter ten Pas        | Dr. Bart Botteman         | 445 • 501-503 • 543-555                               |
| Ton van der Velden    | Ron Blokland              | 541-555                                               |
| Coby Timp             | Nora Daniël               | 556                                                   |
| Hans van Raam         | Politieagent              | 390 • 440 • 534 • 556-557                             |
| Jenny Mijnhijmer      | Politieagente             | 467-470 • 477-480 • 489-490 • 516 • 534 • 556-557     |
| Femke Wolthuis        | Bankemployé               | 557                                                   |
| Susanne Severeid      | Yolanda van Lier          | 518-535 • 550-558                                     |
| Boudewijn van Hulzen  | Rechercheur van Heteren   | 393-407 • 474-480 • 560                               |
| Sophie Drossaers      | Hannie van der Kroeft     | 526-532 • 540 • 548 • 550-560                         |
| Jan Simon Minkema     | Maarten Verkerke          | 542-560                                               |
| Hermi Hartjes         | Ingrid                    | 547 • 557-560                                         |
| Peter Broekaert       | Jean Claude Dumont        | 552-560                                               |
| Raymond Jaminé        | Gaston Vandenbroucke      | 552-554 • 560                                         |
| Janine Veeren         | Machteld van 't Schip     | 560                                                   |